# Rob Thomas (författare)
Rob Thomas, född 15 augusti 1965 i Sunnyside, Washington, är en amerikansk författare och manusförfattare, mest känd för sin bok Rats Saw God och TV-programmet Veronica Mars.

## Böcker
- Green Thumb (1999)
- Satellite Down (1998)
- Doing Time: Notes from the Undergrad (1997)
- Slave Day (1997)
- Rats Saw God (1996)

## TV-program
- Outrageous Fortune (manusförfattare, exekutiv producent)
- Veronica Mars (2004) (skapare, manusförfattare, exekutiv producent)
- Snoops (1999) (show runner)
- Dawson's Creek (1998) (manusförfattare)
- Cupid (1998) (executive producer, manusförfattare)
- Space Ghost Coast to Coast (1998) (manusförfattare)
- 90210 (2008) (skapare, manusförfattare)
- Party Down (2009) (skapare, exekutiv producent, manusförfattare)

## Filmer
- Fortune Cookie (1999) (manusförfattare)
- Drive Me Crazy (1999) (manusförfattare)
- Veronica Mars (2014) (regi, manusförfattare, producent)